# 4 Blocks
4 Blocks – niemiecki dramat serialowy emitowany od 8 maja 2017 na kanale TNT.

## Opis fabuły
Libańczyk Ali "Toni" Hamady mieszka wraz z rodziną w Niemczech od 26 lat. Jest przywódcą żyjącego w Berlin-Neukölln klanu rodzinnego zajmującego się przestępczością zorganizowaną. Żeby móc żyć wraz z jego żoną Kalilą i z jego córką Serin bez przestępczości, Toni zamierza wycofać się z tej roli. Po tym, jak jego szwagier Latif został zatrzymany w aucie z kokainą o wadze 9 kg, Tony musi reagować. Nie chce oddać kontroli nad klanem Hammadych jego nieprzewidywalnemu bratu, Abbasowi. Spotyka swojego starego przyjaciela Vinca, któremu ufa i który jest u jego boku. Toni nie wie jednak, że Vince jest tajnym śledczym.

## Produkcja
Pierwszy sezon serialu został nakręcony w Berlinie od lipca 2016. Przy tym najczęściej wybierano oryginalne sceneria w Kiez w Neukölln i Kreuzberg, jak np. Sonnenalee, Kottbusser Tor i Görlitzer Park. Budżet pierwszego sezonu wynosił 4 miliony euro. Ostatnie ujęcie nagrano po 50 dniach zdjęciowych we wrześniu 2016 roku.
Pierwsze dwa odcinki serialu zostały pokazane 15 lutego 2017 na 67. Międzynarodowym Festiwalu Filmowym w Berlinie. Cały pierwszy sezon był emitowany od 8 maja do 12 czerwca 2017 roku.
W kwietniu 2017 TNT zapowiedziało, że drugi sezon serialu został zamówiony. Prace zostały zapowiedziane na jesień 2017 w Berlinie, a emisja została zaplanowana na początek 2018 roku.

## Lista odcinków
| Nr | Tytuł oryginału  | Premiera        |
| -- | ---------------- | --------------- |
| 1  | Brüder           | 8 maja 2017     |
| 2  | Die falsche Neun | 15 maja 2017    |
| 3  | Ibrahim          | 22 maja 2017    |
| 4  | Verrat           | 29 maja 2017    |
| 5  | Machtlos         | 5 czerwca 2017  |
| 6  | Dead Man Walking | 12 czerwca 2017 |